# François Moreau
Hippolyte François Moreau (François Moreau)  (Parijs, 1858 - aldaar, 1930) was een Franse beeldhouwer. Hij behoorde tot de familie Moreau, een dynastie van gerenommeerde beeldhouwers afkomstig uit Dijon, die zich later in Parijs vestigden.
Hij was een van de partners van "L & F Moreau", die de beelden van de familie Moreau op industriële schaal produceerden.

## Biografie
François Moreau was de zoon van Auguste Moreau (1834-1917) en de broer van Louis Moreau (1857-1930).
Hij kreeg zijn opleiding van zijn vader Auguste en zijn oom Mathurin Moreau.
Hij exposeerde voor het eerst op de Parijse Salon des artistes français in 1886. Hij behaalde er een eervolle vermelding. In 1889 ontving hij er een medaille  derde klasse met zijn werk "De wesp", een figuratief werk.
Moreau werkte in het atelier in de Rue Pelleport 140 in Parijs, samen met zijn vader en zijn broer.
Hoewel François Moreau hetzelfde type bronzen beelden maakte als zijn broer Louis, zijn vader Auguste en zijn oom Hippolyte Moreau, is hij vooral gekend voor de goedkopere werken in spelter die de signatuur "L & F Moreau" dragen. Louis Moreau en François Moreau stichtten samen een partnerschap "L & F Moreau", voor de  industriële reproductie van kunstwerken van de familie Moreau. Deze reproducties werden vooral gemaakt in spelter, een goedkope en gemakkelijke te produceren zinklegering, aan de hand van een mal waaruit meerdere kopieën konden gemaakt worden. Het spelter kreeg een buitenlaagje in brons of een laag verf in bronskleur of andere kleuren.
De beelden die via deze manier werden gereproduceerd kregen de vermelding "L & F Moreau", soms als signatuur zelf, soms als producent met de signatuur van een van de twee broers, Louis of François Moreau. Er werden ook werken van Auguste en Hippolyte Moreau gereproduceerd. Deze industriële beelden zijn geen namaak, maar "originele" reproducties.  Unieke beelden van een van de leden van de familie Moreau zijn zeldzaam.
Op te merken valt dat een andere oom, Mathurin Moreau, zijn kleinere beelden op grote schaal liet gieten door de gieterij Val d'Osne waarvan hij een kleine aandeelhouder was.
Na het overlijden van François Moreau bleef het atelier nog enige tijd verder gaan met de reproductie van beelden, die dan de stempel "France" kregen.
Er worden nog steeds beelden van L & F Moreau geproduceerd, evenwel van verschillende kwaliteit en in verschillende materialen. De meeste kunnen als namaak gecatalogeerd worden. De laatste decennia is er een massale invoer uit Chinese ateliers.  Bekend zijn de reproducties door de gieterij J.B. Hirsch uit New York, die originele mallen uit Frankrijk, die tijdens de Tweede Wereldoorlog verborgen werden, wist te recupereren. Zij maakten industriële reproducties ("exemplaires" genoemd) in spelter tot in de jaren 1980, evenwel dikwijls geantedateerd naar een vooroorlogse datum.
Hij was de vader van de beeldhouwer Edmond Moreau-Sauve.

## Verwarring
Er is verwarring met zijn oom en naamgenoot Hippolyte François Moreau, die zijn werken gewoonlijk signeerde met Hippolyte, Hypp. of H. Moreau. Gezien ze hetzelfde type beelden maakten is het niet altijd duidelijk wie van de twee de originele kunstenaar is.  Er is ook verwarring mogelijk met de Parijs beeldhouwer François Clément Moreau, die geen familie was.   
Er zijn geen sluitende bronnen gekend die aantonen dat de beeldhouwer François Moreau tevens de kunstschilder met dezelfde naam was.  Andere niet-bevestigde bronnen vermelden trouwens Fourchambault als geboorteplaats van deze kunstschilder. 